# Giuseppe Albertini (giornalista)
Giuseppe Albertini (Roma, 6 giugno 1911 – Lugano, 20 luglio 1988) è stato un giornalista e telecronista sportivo italiano.

## Carriera
Per molti anni si è occupato delle telecronache delle partite di calcio trasmesse da TSI (gare valide per le Coppe europee, finali di FA Cup e partite valide per i Mondiali di calcio), basket, sci e formula 1, ed è stato la voce narrante di G'olé!, film-documentario sul Campionato mondiale di calcio 1982. Collaborò con la Rai commentando alcune partite del Mondiale messicano 1970, alternandosi con Nicolò Carosio.
Dal 1974 al 1978 ha reclamizzato, dapprima in Carosello e poi nelle rubriche di spot ad esso subentrate, un noto rasoio, presentando alcuni eventi sportivi di qualche anno prima. Nel 1981 commentò per Canale 5 le partite del Mundialito per club, trasmesso in esclusiva dall'emittente, e nello stesso anno raccontò la gara di ritorno dei sedicesimi di finale di Coppa dei Campioni tra Juventus e Celtic Glasgow, vinta dai bianconeri per 2-0; si trattò della prima partita di calcio delle Coppe europee trasmessa dall'emittente di Silvio Berlusconi, fondata l'anno prima.
Negli anni successivi commentò gli incontri del Mundialito per clubs del 1983, curò una rubrica dedicata ai gol del campionato inglese all'interno del programma Supersport, e fu telecronista della finale della Coppa Intercontinentale 1985 Juventus-Argentinos Juniors insieme a Roberto Bettega.